# 日本経済団体連合会

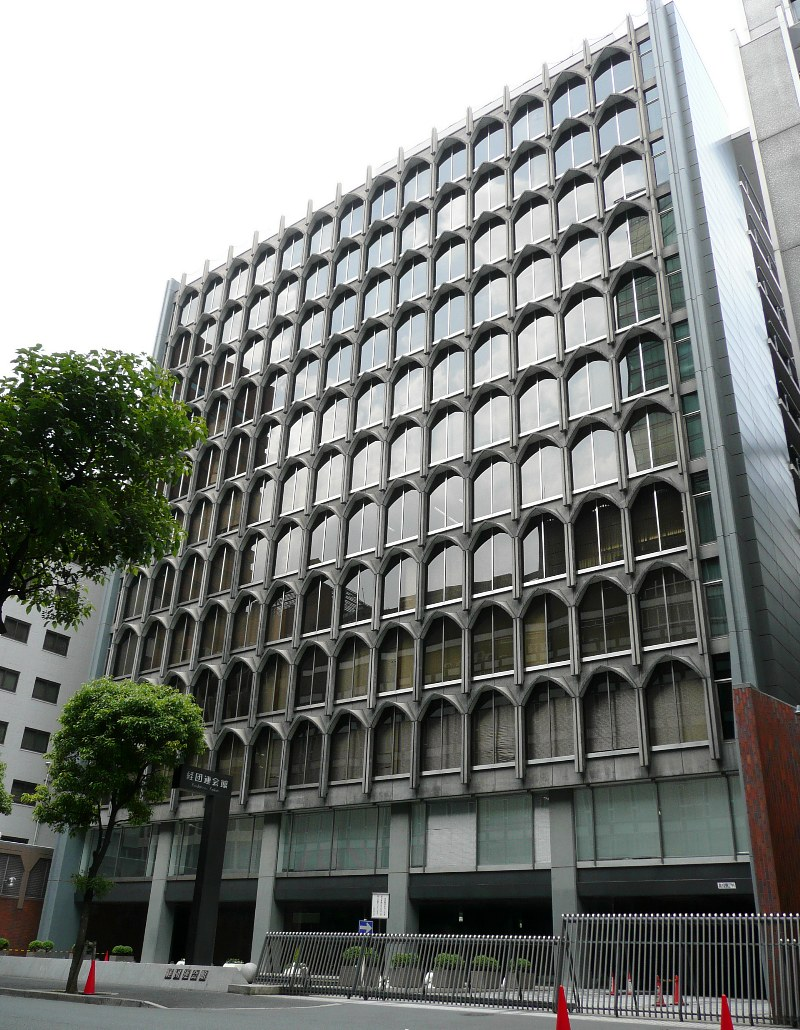
旧経団連会館（現存せず）

一般社団法人日本経済団体連合会（にっぽんけいざいだんたいれんごうかい、英: Japan Business Federation、略称：経団連（英: KEIDANREN））は、東京都千代田区大手町に本部を置く、日本の大手企業を中心に構成された経済団体（利益団体）。
日本商工会議所、経済同友会と並ぶ「経済三団体」の一つで、その中でも影響力は際立って大きく、会長は「財界総理」と称される。かつては経済産業省所管の社団法人であったが、公益法人制度改革に伴い内閣府所管の一般社団法人へ移行した。会員のメンバーは三極委員会の出席者と重複することがある。

## 組織概要
経団連は、1946年8月16日、日本商工経済会・日本経済連盟会・日本産業協議会・商工組合中央会・全国金融団体協議会・日本貿易団体協議会が統合されて発足し、さらに2002年5月28日、労働組合と対峙する側の日本経営者団体連盟（以下「日経連」。1948年4月12日発足）を統合して発足した団体である。
「企業の価値創造力強化、日本と世界の経済の発展の促進」を目的としている。経営者の意見の取りまとめ、政治・行政・労働組合・市民などとの対話、会員企業への憲章遵守の働きかけ、各国政府・経済団体や国際機関との対話をしている。
東証プライム上場企業をはじめ、日本経済の有力企業が多く加盟しているため、その利害が社会問題に対する見解や主張に反映されている。「経団連成長戦略」などの経済発展、企業利益増加を図る政策の提言を行っていて、自由民主党に政治献金を行い、政界・経済界に大きな影響力を持った組織と言われている。経団連の事務局職員は官僚になぞらえて「民僚」と呼ばれ、会長が出身企業から連れてくる政策担当スタッフと共に、会長の記者会見の想定問答や政策提言の文案の作成などの事務作業を一手に引き受ける。

### 日経連と経団連
もともと、経団連は日本の経済政策に対する財界からの提言及び発言力の確保を目的として結成された組織であり、日経連は労働問題を大企業経営者の立場から議論・提言する目的で結成された組織であって健全な労使関係を哲学としていた。加盟企業のほとんどが両者で重複しており、日経連は労使間の対立の収束とともに役割を終えつつあるとの理由から統合された。

### 入会資格
1. 経団連の事業に賛同し、「企業行動憲章」の精神を尊重・実践すること
2. 経済事業を営む法人で、事業内容等が当会会員として相応しく、社会的に有用な商品・サービスを継続的に開発・提供していること
3. 純資産額（単体）が1億円以上であること[5]
4. 3期以上連続して当期純損失を計上していないこと
5. 財務諸表に関する公認会計士等の監査報告書が適正意見であること（または、同等の内容が確保されていること）
6. リスク管理体制・内部統制システムが導入・整備されていること
7. 過去3年間において重大な不祥事の発生がないこと

## 人事一覧

### 創立時会長・常務理事・名誉会員
- 設立時における日本経済聯盟会では、第8回定時会員総会にて定款を改正して名誉会員制度を導入し現在に連なる陣容を整えた[6]。

| 役職     | 氏名           | 主な所属                  |
| -------- | -------------- | ------------------------- |
| 会長     | 団琢磨         | 男爵 三井財閥総帥         |
| 常務理事 | 井坂孝         | 東京瓦斯社長              |
| 常務理事 | 伊藤次郎左衛門 | 名古屋商法会議所会頭      |
| 常務理事 | 稲畑勝太郎     | 稲畑染料店創業者          |
| 常務理事 | 池田成彬       | 三井銀行常務取締役        |
| 常務理事 | 堀啓次郎       | 大阪商船社長              |
| 常務理事 | 大橋新太郎     | 博文館創業者              |
| 常務理事 | 大澤徳太郎     | 大沢商会社長              |
| 常務理事 | 渡辺千代三郎   | 大阪瓦斯社長              |
| 常務理事 | 鹿島房次郎     | 川崎汽船社長              |
| 常務理事 | 串田万蔵       | 明治生命保険会長          |
| 常務理事 | 藤山雷太       | 藤山コンツェルン創業者    |
| 常務理事 | 児玉謙次       | 横浜正金銀行頭取          |
| 常務理事 | 郷誠之助       | 男爵 東京株式取引所理事長 |
| 常務理事 | 阿部房次郎     | 東洋紡績社長              |
| 常務理事 | 木村久寿弥太   | 三菱合資会社理事          |
| 常務理事 | 湯川寛吉       | 住友財閥幹部              |
| 常務理事 | 土方久徴       | 日本銀行幹部              |

| 役職     | 氏名         | 所属                |
| -------- | ------------ | ------------------- |
| 名誉会員 | 渋沢栄一     | 子爵 渋沢財閥総帥   |
| 名誉会員 | 大河内正敏   | 子爵 理化学興業会長 |
| 名誉会員 | 藤田譲       | 明治生命保険専務    |
| 名誉会員 | 岩原謙三     | 芝浦製作所社長      |
| 名誉会員 | 石井健吾     | 第一銀行頭取        |
| 名誉会員 | 西野恵之助   | 山陽鉄道幹部        |
| 名誉会員 | 星野錫       | 王子製紙幹部        |
| 名誉会員 | 小倉正恒     | 住友財閥幹部        |
| 名誉会員 | 武智直道     | 台湾製糖創立者      |
| 名誉会員 | 長尾良吉     | 鐘淵紡績社長        |
| 名誉会員 | 中村房次郎   | 日本カーボン創業者  |
| 名誉会員 | 松永安左衛門 | 東邦電力社長        |
| 名誉会員 | 増田義一     | 実業之日本社創業者  |
| 名誉会員 | 深井英五     | 日本銀行理事        |
| 名誉会員 | 深尾隆太郎   | 男爵 南洋拓殖社長   |
| 名誉会員 | 三好重道     | 三菱石油社長        |
| 名誉会員 | 白石元治郎   | 日本鋼管社長        |
| 名誉会員 | 四条隆英     | 安田財閥幹部        |
| 名誉会員 | 諸井恒平     | 秩父セメント創業者  |
| 名誉会員 | 森賢吾       | 大蔵官吏            |
| 名誉会員 | 森広蔵       | 台湾銀行頭取        |
| 名誉会員 | 遠藤三郎兵衛 | 郡是製絲社長        |

### 会長・副会長・理事・監事・審議員会議長・副議長

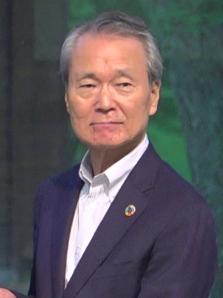
現会長の筒井義信

会長については「日本の中心となる産業」の「中心となる企業」のリーダー（社長・会長・相談役）から選ばれる傾向にあり、歴代会長は原則として製造業のトップが就くという暗黙のルール がある。また「会長としての適性」、「会長活動に必要な資金を企業が捻出できるか」などを判断の上で決定される。会長は俗に「財界総理」、「財界天皇」とも呼ばれる。会長は後任や副会長を選ぶ事実上の権限を持つ。なお、経団連会長職はかなり多忙な役職であるため、歴代の多くの会長は就任時に出身企業の会長（もしくはそれに類する役職）に就任し、出身企業の経営自体は社長など後任に任せているケースが多い。
副会長については、各産業（製造業・非製造業）のバランスを考えて選ばれる。現職副会長から次期会長を選ぶのが慣例である。また、審議員会議長（旧評議員会議長）は経団連におけるいわゆるナンバー2のポストとされ、主に非製造業のトップが務める。
経団連首脳（会長・副会長）には共通点があり、かつては全員が男性、60代以上、転職経験なし、サラリーマンとして経営トップに上り詰めたサラリーマン経営者であった。2024年現在も若者や女性が少なく単一的な首脳人事に対し、多様性がないと批判されている。
| 役職           | 氏名               | 所属                                | 出身校                     |
| -------------- | ------------------ | ----------------------------------- | -------------------------- |
| 会長・代表理事 | 筒井義信           | 日本生命保険特別顧問                | 京都大学経済学部           |
| 副会長・理事   | 小路明善           | アサヒグループホールディングス会長  | 青山学院大学法学部         |
| 副会長・理事   | 永野毅             | 東京海上日動火災保険相談役          | 慶應義塾大学商学部         |
| 副会長・理事   | 遠藤信博           | 日本電気特別顧問                    | 東京工業大学工学部         |
| 副会長・理事   | 小堀秀毅           | 旭化成会長                          | 神戸大学経営学部           |
| 副会長・理事   | 永井浩二           | 野村ホールディングス会長            | 中央大学法学部             |
| 副会長・理事   | 澤田純             | NTT会長                             | 京都大学工学部             |
| 副会長・理事   | 垣内威彦           | 三菱商事会長                        | 京都大学経済学部           |
| 副会長・理事   | 泉澤清次           | 三菱重工業社長                      | 東京大学教養学部           |
| 副会長・理事   | 野田由美子         | ヴェオリア・ジャパン会長            | 東京大学文学部             |
| 副会長・理事   | 亀澤宏規           | 三菱UFJフィナンシャル・グループ社長 | 東京大学大学院理学系研究科 |
| 副会長・理事   | 長澤仁志           | 日本郵船会長                        | 神戸大学経済学部           |
| 副会長・理事   | 髙島誠             | 三井住友フィナンシャルグループ会長  | 京都大学法学部             |
| 副会長・理事   | 兵頭誠之           | 住友商事会長                        | 京都大学大学院工学研究科   |
| 副会長・理事   | 小川啓之           | コマツ会長                          | 京都大学大学院工学研究科   |
| 副会長・理事   | 時田隆仁           | 富士通社長                          | 東京工業大学工学部         |
| 副会長・理事   | 木原正裕           | みずほフィナンシャルグループ社長    | 一橋大学法学部             |
| 副会長・理事   | 佐藤恒治           | トヨタ自動車社長                    | 早稲田大学理工学部         |
| 副会長・理事   | 事務総長・代表理事 | 久保田政一                          | 東京大学経済学部           |
|                |                    |                                     |                            |

| 役職         | 氏名     | 所属                                         |
| ------------ | -------- | -------------------------------------------- |
| 審議員会議長 | 冨田哲郎 | 東日本旅客鉄道会長                           |
| 副議長       | 菰田正信 | 三井不動産会長                               |
| 副議長       | 安永竜夫 | 三井物産会長                                 |
| 副議長       | 小坂達朗 | 中外製薬特別顧問                             |
| 副議長       | 魚谷雅彦 | 資生堂会長                                   |
| 副議長       | 満岡次郎 | IHI会長                                      |
| 副議長       | 西澤敬二 | 損害保険ジャパン会長                         |
| 副議長       | 安川健司 | アステラス製薬会長                           |
| 副議長       | 原典之   | 三井住友海上火災保険会長                     |
| 副議長       | 柿木真澄 | 丸紅社長                                     |
| 副議長       | 稲垣精二 | 第一生命ホールディングス会長                 |
| 副議長       | 内田高史 | 東京ガス会長                                 |
| 副議長       | 井上和幸 | 清水建設社長                                 |
| 副議長       | 漆間啓   | 三菱電機社長                                 |
| 副議長       | 中田誠司 | 大和証券グループ本社会長                     |
| 副議長       | 石井敬太 | 伊藤忠商事社長                               |
| 副議長       | 次原悦子 | サニーサイドアップグループ社長               |
| 副議長       | 木藤俊一 | 出光興産会長                                 |
| 副議長       | 岩田圭一 | 住友化学会長                                 |
| 副議長       | 秋池玲子 | ボストンコンサルティンググループ日本共同代表 |
| 副議長       | 楠見雄規 | パナソニックホールディングス社長             |

（2025年5月29日現在）

### 名誉会長
- 歴代会長が就任している。

| 名誉会長     | 所属企業               |
| ------------ | ---------------------- |
| 今井敬       | 日本製鉄名誉会長       |
| 奥田碩       |                        |
| 御手洗冨士夫 | キヤノン会長兼社長CEO  |
| 榊原定征     | 東レ社友、元社長・会長 |
| 十倉雅和     | 住友化学相談役         |

（2025年5月29日現在）

### 旧経団連・旧日経連における歴代会長
| 代数 | 歴代会長   | 所属企業     | 在任期間              |
| ---- | ---------- | ------------ | --------------------- |
| 初代 | 石川一郎   | 日産化学工業 | 1948年3月～1956年2月  |
| 2代  | 石坂泰三   | 東京芝浦電気 | 1956年2月～1968年5月  |
| 3代  | 植村甲午郎 | 経団連事務局 | 1968年5月～1974年5月  |
| 4代  | 土光敏夫   | 東京芝浦電気 | 1974年5月～1980年5月  |
| 5代  | 稲山嘉寛   | 新日本製鐵   | 1980年5月～1986年5月  |
| 6代  | 斎藤英四郎 | 新日本製鐵   | 1986年5月～1990年12月 |
| 7代  | 平岩外四   | 東京電力     | 1990年12月～1994年5月 |
| 8代  | 豊田章一郎 | トヨタ自動車 | 1994年5月～1998年5月  |
| 9代  | 今井敬     | 新日本製鐵   | 1998年5月～2002年5月  |

| 代数 | 歴代会長（代表常任幹事） | 所属企業         | 在任期間             |
| ---- | ------------------------ | ---------------- | -------------------- |
| 初代 | 諸井貫一                 | 秩父セメント     | 1948年3月～1968年4月 |
| 2代  | 三鬼隆                   | 八幡製鐵         | 1949年4月～1952年4月 |
| 3代  | 加藤正人                 | 大和紡績         | 1949年4月～1963年8月 |
| 4代  | 櫻田武                   | 日清紡績         | 1960年4月～1979年5月 |
| 5代  | 大槻文平                 | 三菱鉱業セメント | 1979年5月～1987年5月 |
| 6代  | 鈴木永二                 | 三菱化成         | 1987年5月～1991年5月 |
| 7代  | 永野健                   | 三菱マテリアル   | 1991年5月～1995年5月 |
| 8代  | 根本二郎                 | 日本郵船         | 1995年5月～1999年5月 |
| 9代  | 奥田碩                   | トヨタ自動車     | 1999年5月～2002年5月 |

### 日本経済団体連合会歴代会長
| 代数 | 歴代会長     | 所属企業     | 在任期間             |
| ---- | ------------ | ------------ | -------------------- |
| 初代 | 奥田碩       | トヨタ自動車 | 2002年5月～2006年5月 |
| 2代  | 御手洗冨士夫 | キヤノン     | 2006年5月～2010年5月 |
| 3代  | 米倉弘昌     | 住友化学     | 2010年5月～2014年6月 |
| 4代  | 榊原定征     | 東レ         | 2014年6月〜2018年5月 |
| 5代  | 中西宏明     | 日立製作所   | 2018年5月〜2021年6月 |
| 6代  | 十倉雅和     | 住友化学     | 2021年6月〜2025年5月 |
| 7代  | 筒井義信     | 日本生命保険 | 2025年5月～          |

### 歴代評議員会議長〔審議員会議長〕
- 評議員会議長〔審議員会議長〕は経団連におけるいわゆるナンバー2のポストとされる。

| 代数 | 歴代評議員会議長 | 所属企業       | 在任期間                       |
| ---- | ---------------- | -------------- | ------------------------------ |
| 初代 | 斯波孝四郎       | 日本海事協会   | 1946年8月16日 - 1948年3月16日  |
| 2代  | 高橋龍太郎       | 日本商工会議所 | 1948年3月16日 - 1952年3月27日  |
| 3代  | 石坂泰三         | 東京芝浦電気   | 1952年3月27日 - 1956年2月21日  |
| 4代  | 菅礼之助         | 東京電力       | 1956年5月24日 - 1968年5月24日  |
| 5代  | 佐藤喜一郎       | 三井銀行       | 1968年5月24日 - 1974年5月24日  |
| 6代  | 河野文彦         | 三菱重工業     | 1974年5月24日 - 1980年5月23日  |
| 7代  | 岩佐凱実         | 富士銀行       | 1980年5月23日 - 1986年5月28日  |
| 8代  | 山下勇           | 三井造船       | 1986年5月28日 - 1990年12月21日 |
| 9代  | 松澤卓二         | 富士銀行       | 1990年12月21日 - 1994年5月27日 |
| 10代 | 齋藤裕           | 新日本製鐵     | 1994年5月27日 - 1998年5月26日  |
| 11代 | 関本忠弘         | 日本電気       | 1998年5月26日 - 1998年10月23日 |
| 12代 | 那須翔           | 東京電力       | 1999年5月25日 - 2002年5月28日  |

| 代数                           | 歴代評議員会議長〔審議員会議長〕 | 所属企業             | 在任期間                      |
| ------------------------------ | -------------------------------- | -------------------- | ----------------------------- |
| 初代                           | 那須翔                           | 東京電力             | 2002年5月28日 - 2002年9月9日  |
| 2代                            | 森下洋一                         | 松下電器産業         | 2003年5月27日 - 2006年5月24日 |
| 3代                            | 西室泰三                         | 東芝                 | 2006年5月24日 - 2008年5月28日 |
| 4代                            | 米倉弘昌                         | 住友化学             | 2008年5月28日 - 2010年5月27日 |
| 5代                            | 渡文明                           | JXホールディングス   | 2010年5月27日 - 2014年6月3日  |
| 6代                            | 岩沙弘道                         | 三井不動産           | 2014年6月3日 - 2018年5月31日  |
| 7代                            | 古賀信行                         | 野村ホールディングス | 2018年5月31日 - 2022年5月31日 |
| 8代                            | 冨田哲郎                         | 東日本旅客鉄道       | 2022年6月1日 -                |
| ※2012年4月より、審議員会議長。 |                                  |                      |                               |

## 沿革
日本経済連盟会
1922年（大正11年）8月1日に井上準之助、内藤久寛、池田謙三（第百銀行頭取）、中島久万吉、井坂孝、串田万蔵、大橋新太郎、藤山雷太、和田豊治、郷誠之助、団琢磨の11名を発起人として日本経済聯盟会（経済聯盟）が結成され。1923年（大正12年）に日本工業倶楽部にて財界から代表者が出席し、第一回会議総会が開催された。
1. 大正11年8月1日より同12年3月31日に至る事業及事務報告の件
2. 前記期間の収支計算報告及其承認の件
3. 大正12年度予算書承認の件
4. 定款第7条第2項中「常務理事12名」を「常務理事18名」を改むる件

出席者
- 団、和田、池田、井上、井坂、串田、中島、内藤、大橋、藤山、郷、生田定之、石島為三郎（日清製粉常務）、伊東米次郎（日本郵船社長）、伊藤米蔵、原富太郎、西村総左衛門、奥村久郎（東神倉庫常務）、太田半六、河村良平、金子元三郎、神田鐳蔵、笠井準司（笠井商会社長）、田口忠蔵（中井銀行常務）、塚越卯太郎（日本人絹パルプ専務）、七海兵吉（三井鉱山常務）、植村澄三郎、植竹竜三郎、能見愛太郎（三菱鉱業常務）、倉知誠夫、山田敏行、山名次郎、柳荘太郎、安田善助、増田義一、前山久吉、松浦積、藤原銀次郎、昆田文次郎、有賀長文、秋田宗四郎、愛甲兼達、斉藤浩介、結城豊太郎、湯川寛吉、宮島清次郎、斯波忠三郎、正田貞一郎、諸井恒平、持田巽、鈴木春、末延道成、堀啓次郎

### 旧経済団体連合会の略歴
- 1922年（大正11年）8月 日本経済聯盟会（経済聯盟）結成[16]。東京、大阪、神戸の3都市に支部が設けられる。
- 1939年（昭和14年） 商工大臣で海軍軍人の伍堂卓雄が、商工会議所を統制団体（のちの閉鎖機関の日本商工経済会）化する法案を立案[17]。
- 1940年（昭和15年）8月 戦時統制のため、日本経済聯盟が中心となって、重要産業統制団体懇談会を設立。
- 1941年（昭和16年）1月 懇談会、重要産業統制団体協議会（重産協）に改称。
- 1942年（昭和17年）6月 重産協、重要産業協議会に改称。略称は変わらず。
- 1943年（昭和18年）6月 当時の内閣総理大臣東條英機や商工大臣岸信介らが提出した法案により商工経済会法が成立し、日本商工経済会と47都道府県単位の商工経済会が発足。同法により日本商工会議所は権利義務を日本商工経済会に承継し清算（解散)となった。商工会議所が都市単位で置かれていたのとは異なり、商工経済会は一府県に一つ置かれ、商工経済会が会員に対し経費を賦課し、市町村による徴税と同様に賦課金を徴収することが承認された[18]。同月には続いて戦時行政特例法も施行。
- 1945年（昭和20年）9月 敗戦後、日本経済聯盟会・重産協・日本商工経済会・商工組合中央会によって、経済団体連合委員会を結成。
- 1946年（昭和21年）1月 当時の内閣総理大臣吉田茂らは18日、GHQ覚書に基づき商工経済会の廃止法案を提出。
- 1946年（昭和21年） 日本商工経済会国際局が国際経済事情叢書を発行[19]。
- 1946年（昭和21年）8月 重産協を継承して、日本産業協議会（日産協）設立。
- 1946年（昭和21年）8月 日本経済聯盟会・日産協・日本商工経済会・商工組合中央会・全国金融団体協議会・日本貿易団体協議会が中心となって経済団体連合会設立（日本経済聯盟会が解散）。
- 1946年（昭和21年）9月 帝国議会は5日「商工経済会法を廃止する法律」を可決し日本商工経済会を解散。
- 1947年（昭和22年）8月 日本貿易会を傘下とする[20]。
- 1952年（昭和28年）11月 経済団体連合会が日本産業協議会を合併。

## 近年の動き

### 事件など
- 1977年3月3日、経団連ビルの会長室に銃で武装した右翼4人が押し入り人質とともに立てこもる（経団連襲撃事件の項を参照）[21]。
- 2005年6月に発覚した橋梁談合事件によって、経団連からは三菱重工と新日本製鐵（新日鉄）が起訴処分となった。それを受けて、経団連内では西岡喬（三菱重工会長）と三村明夫（新日鉄社長）の処分を如何にするかで難航。結局、更迭等の処分にはせず「謝罪」にて事態を収めたが、これは以下の要因が役員の政策決定の場に影響を与え結果的に「軽い処分」となったものと考えられる。　
  1. 現職役員が所属する社の刑事処分は過去にも例があること。　
  2. 新日鉄の三村、三菱重工の西岡とも社の談合関与を率直に認め経団連の定例会見でもその旨、説明責任を果たしたと認められたこと。
  3. 三村は最年少副会長であると同時に次代の会長候補であり、その芽を摘むことは避けたかったとの思惑があったこと。
- 2005年12月5日にライブドアの経団連入会を全会一致で承認した。だが2006年1月16日にライブドアが東京地検に証券取引法違反容疑（ライブドア事件）で家宅捜索を受けたのを受け、時の会長・奥田碩はライブドア入会は時期尚早過ぎたと発言し今後は経団連入会について基準見直しを行う意向を示した。
- 2008年6月11日午後、東京・大手町の経団連会館受付に40歳くらいの男から爆破予告の電話があり職員30名ほどが自主的に館内から一時避難した。しかし、館内を警視庁丸ノ内署が捜索したが爆発物は発見できず。又、午後3時の爆破予告時刻を過ぎても異常はなかったため悪質ないたずらと見られる。
- 2009年1月6日、JMIUいすゞ自動車支部など8つの労働組合が会長・御手洗あての公開質問状を経団連側に提出したが、「アポイントがない」として受け取りを拒否した[22]。
- 2019年5月、中西宏明会長が東京都内の病院に入院し、日本経済団体連合会会長としては初となる会長職の休業をした[23]。会長代行は置かれず、筆頭格の岡本毅副会長からは「18人の副会長が力を合わせ、業務を遂行する」との説明がなされた[24][25]。
- 2021年5月10日、中西会長がリンパ腫再々発の疑いにより、定時総会が行われる同年6月1日付で会長職を辞任することが明らかになった[26]。住友化学会長の十倉雅和が5月10日の理事会において後任の会長候補に選出され、6月1日付で正式に会長に就任する予定[26]。

### 推進する政策・主張

#### 財政・金融政策
- 法人税の税率を30%前後の水準に、2011年度までに消費税を7%（提言時は5%）程度まで引き上げ[27]。
  - 家電メーカーを中心に最終赤字が続出している状況で、経済活性化の為に消費税増税（を含む社会保障改革）と法人税の減税を主張しており[27]、2012年8月11日には実際に「社会保障と税の一体改革関連法案」が成立している。
- 環境税には反対していたが、2012年10月1日から実施が決まっている[28]。道路特定財源に関しては暫定税率の引き下げを求めており[29]、高速道路の整備などが縮小された分の還元が必要だとしている。2009年以降、 民主党はマニフェストに沿って暫定税率の廃止を目指したが（ガソリン値下げ隊）、失敗に終わっている。
- 公務員制度改革、行政改革、歳出改革[27]。

#### 通商・市場政策
- 三角合併の柔軟化に対し、規制を強化すべきとの提言を行った[30]。
- 戦略的な事業再編を機動的に行うことができるよう、企業結合に関する独占禁止法上の審査手続・審査基準の適正化を求めている[31]。
- 自由貿易協定・経済連携協定の推進[27]。米国・ASEAN・インド・韓国・オーストラリア・ニュージーランドとのEPA締結[27]。米国・湾岸協力会議（GCC）・中南米とのFTA締結[27]。APEC諸国とのFTA交渉着手[27]。

#### 労働政策
- 1961年2月1日、通勤地獄を解消するために提唱していた時差出勤を東京都庁、中央官庁などが採用した[32]。
- 1995年、当時の日経連が「新時代の『日本的経営』 ―挑戦すべき方向とその具体策」の中で労働者を長期蓄積能力型、高度専門能力活用型、雇用柔軟型の3グループに分けるべきと提言。そのうちの高度専門能力活用型と雇用柔軟型の2つが、非正規雇用の温床になるという批判がよくなされる[33]。
- 2005年6月21日、 ホワイトカラーエグゼンプション（労働時間規制適用免除制度）の実現を促す提言を行い、2007年9月11日には厚生労働大臣の舛添要一がそれを「家庭だんらん法」と呼んで導入を図った。しかし、「残業代ゼロ法案」と揶揄され国会にも提出されていない。スキル向上のために手当なし・休日返上で出勤したいような若者はこの法案の対象の年収900万円以上である可能性はほとんどないなど、提案理由が不透明だと言える。ちなみに、残業禁止のドイツ・オランダはワークシェアリング（パートタイム経済）で失業率を抑制している。
- 2009年10月5日、金融・郵政改革担当大臣の亀井静香は、東京都内で行われた講演会で、「日本で家族間の殺人事件が増えているのは、（大企業が）日本型経営を捨てて、人間を人間として扱わなくなったからだ」と述べ、時の会長・御手洗冨士夫に「そのことに責任を感じなさい」と言ったというエピソードを紹介した。御手洗は「私どもの責任ですか」と答えたという[34][35]。「ため込んだ内部留保をそのままにしといて、リストラをやっている。人間を人間扱いしないで、自分たちが利益を得る道具として扱っている」「昔の大企業は苦しい時に内部留保を取り崩して下請けや孫請けに回した。今はリストラだけをしている」とも述べ、派遣契約解除問題を批判している[36]。しかし、製造業派遣の全面禁止などが雇用情勢の悪化や工場の海外移転を促進するという観点から、民主党政権はマニフェストを撤回し2012年3月に改正派遣法が成立している[37]。
- 2008年10月14日、「人口減少に対応した経済社会のあり方」[38] と題する報告書を発表、従前の移民受け入れ政策を改めて強調している。

#### 社会保障政策
- 社会保障番号の導入[27]。
- 公的年金一元化、税と年金保険料の徴収一元化[27]。
- 少子化対策[27]。
- 教育再生[27]。

#### 国家体制
- 憲法改正[27]。
- 道州制の導入。10程度の道州に再編[39]。

#### エネルギー政策
設立当初から、東芝（傘下にウェスティングハウス・エレクトリック）、日立（関連企業にGE日立ニュークリア・エナジー）、三菱重工業など原子力プラントに技術力をもつ企業や日本の主要電力会社（東京電力、中部電力など）が経団連に参加している。なお、3.11の東日本大震災以降、エネルギー政策の見直しや脱原発運動が高まる中、経団連内部においても再生可能エネルギーの普及を推進するソフトバンクや、電力会社のあり方に疑問を呈する楽天など一部の会員企業から経団連の原子力推進姿勢の堅持に対して内部批判を受けたが、現執行部は少数意見だとしている。
なお、楽天は2004年に加盟したが、経団連が発送電分離や独占自由化に対して後ろ向きであることが原因で、2011年6月に退会した。
イギリスの気候変動シンクタンクであるインフルエンス・マップによると、経団連に所属するごく一部（日本のGDPの10%）の電力、鉄鋼、自動車、セメント、電気機械、化石燃料産業による火力発電の増強を求める強力なロビー活動が反映されているため、日本の気候政策はIPCCやパリ協定の目標と一致しない。
経団連の原発政策に関するスタンス
- 2011年、3.11震災後のまだ福島事故が収束には程遠い中で7月14日には早くも、エネルギー政策に関する第1次提言を表明し、「原子力については、定期点検終了後も停止したままとなっている発電所を、速やかに再稼働させることが何よりも重要である。」と述べて、いち早く再稼動に向けたアクションを取るように働きかけを行った。
- 2012年9月14日に民主党政府が「30年代の原発稼働ゼロ」を掲げるエネルギー戦略を決定したことについて、会長の米倉弘昌は野田に電話で直接抗議し「承服できぬ」と批判した[43]。

### 政治への働きかけ
- 1954年に造船疑獄事件が政財界を揺るがす大事件を中心になったこと、東西冷戦構造の中、経営者は資本主義体制を支える政党をする必要があったことから、経団連が献金を取りまとめる「経団連方式」の政治献金が開始された。「経団連方式」とは、経団連が総額を決めた上で企業に負担能力に応じた献金額を割り振る方法であり、ほぼ100%の会員企業が斡旋の呼びかけに応じていた。毎年、自民党本部に100億円以上、民社党に10億円程度寄付していた[44]。また経団連は「自民党の金庫」と呼ばれた[45]。
- 1955年に造船疑獄事件の反省から経済人が経済再建懇談会を結成し、事務を経団連総務部長の花村仁八郎、同次長の久保田富雄が担当した。1959年に安保闘争に対抗して政財界や中小企業、文化人、婦人・青年団体等の代表者が自由国民連合を結成したが、両者は1961年に合併し、国民協会（後に国民政治協会に改称）が発足した。経団連は国民協会を支えてきたが、第10回参議院議員通常選挙の金権選挙批判やロッキード事件を受け、会長の土光敏夫は国民協会との関係を破棄した。国民政治協会への改称後、組織を建て直し1981年の協会創立20周年記念式典には会長の稲山嘉寛が招かれている。
- 献金斡旋を1993年に一旦中止した。理由は、1988年に発覚したリクルート事件、ゼネコン疑獄などの汚職が大問題となり、国民からの批判が高まったこと、バブル崩壊で各企業の売り上げにばらつきが出て業界ごとの献金調整が破たんしたことだと一般に言われているが、55年体制の終焉で保守が並び立つようになったという時代背景も影響している[44]。中止以降は自民党の政治資金団体である、前述の国民政治協会が直接、業界や企業に献金を要請していたが、企業・団体の献金は2002年には26億円と、かつてより大幅に減少した。
- 2004年には企業への献金の斡旋を再開した。「経団連方式」とは違い、冷戦終結後の政治状況の中、「優先政策事項」に対して自民党と他の野党をそれぞれ評価し、各企業の「自発的な」献金を促進する方式にした（#経団連による「政策評価」と会員企業の政治献金も参照）[44]。2004年度の会員企業の政治献金は自民党向けが22億2000万円、民主党向けが6000万円。両党以外の他党への献金は無かった[46]。
- 以前は自民党だけでなく野党第一党の民主党と勉強会・懇談会を開催するなど、特定政党への偏りをなくすため「幅広い政党支持」を打ち出していたが、2005年の第44回衆議院議員総選挙では同年8月24日に自民党の単独支持を決めた。
- 2010年3月8日に、経団連としての会員企業へ政治献金の斡旋を取りやめ、献金は各企業ごとの自主的判断に任せる旨の声明を出した一方で、アメリカ合衆国などを参考に、個人献金の拡大策を検討し、政府に働きかける意向を示した[47]。
- しかし2014年9月8日、経団連は再び政策評価に基づく会員企業への政治献金の呼びかけを再開すると発表した。米倉弘昌会長による安倍晋三の金融緩和政策批判を機に政府自民党と経団連の関係が悪化しており、経団連会長の指定席だった経済財政諮問会議の議員ポストを剥奪されるなど冷遇を受けていたため、自民党への金銭支援をテコに関係回復と影響力強化を図るものと見られている。経団連側から献金呼びかけ再開について伝えられた政府は、榊原定征会長を経済財政諮問会議の議員として登用することを決定した[48][49]。

#### 経団連による「政策評価」と会員企業の政治献金
経団連は、会員企業が政治献金を行う際の政策評価基準となる「政策評価」を年度毎に発表している。税財政など複数の項目に対し最も評価が高い「A」から最も評価が低い「E」まで、アルファベットでランク分けされているのが特徴である。以前は共産党などの少数政党の評価もしていたが、最近は自民党と民主党の評価のみを発表している（共産党は財界団体が政党を比較評価すること自体を非難し、財界が金で与党を支配している実態があらわになったものだと主張している）。
2007年度の政策評価は自民党は去年と代わらず高い水準だったが民主党への評価は6項目で評価が下がるなど、大幅ダウンとなった。特に民主党の雇用、労働政策には「ホワイトカラーエグゼンプションに絶対反対の立場をとっており、労働者の均等待遇原則や有期契約の規制強化等を盛り込んでいる」と激しく批判しており評価も「D」という低いものだった。
また、2007年2月23日に行われた衆議院予算委員会の中で共産党の佐々木憲昭は、経団連が自民党に対し2004年に22.6億円、2005年の25億円の政治献金をしていると述べ自民党に対する政策評価表の中にある「A」の数と献金額が比例して増えている事から「経団連の言いなりになればなるほど献金額が増えている」「官邸が経団連に直接支配されている」と批判している。
元民主党代表の岡田克也も、「政策の合致度によって、献金額を決めるのは贈収賄の問題になりかねない、かなりきわどい問題だ」「経団連という1つの経済界の団体が、そういう形で各企業の政党に対する献金について、いわば介入をするというやり方が、決して良いとは思わない」と批判している。
2010年3月8日、この“政策評価に基づく献金”を取り止め、各企業ごとの自主的判断に任せる旨の声明を出した一方で、アメリカ合衆国などを参考に、個人献金の拡大策を検討し、政府に働きかける意向を示した。しかし前述の通り、2014年9月に再び政策評価に基づく献金を再開すると発表した。

## 書籍
- 日本経済団体連合会『希望の国、日本 : ビジョン2007』日本経団連出版、2007年。ISBN 9784818526105。